# Макс Мартин
Карл Ма́ртин Са́ндберг (швед. Karl Martin Sandberg,  род. 26 февраля 1971, Стокгольм, Швеция) — шведский музыкальный продюсер и автор песен в стилях поп- и танцевальной музыки, обладатель премии «Грэмми». Родился в Стокгольме, более известен как Макс Мартин. Он написал ряд мировых хитов для Backstreet Boys, *NSYNC, Бритни Спирс, Пинк и Кеши и многих других.
Мартин написал и принимал участие в написании 23 песен, возглавлявших Billboard Hot 100, большинство из которых также продюсировал или сопродюсировал, среди них «I Kissed a Girl» Кэти Перри (2008), «One More Night» Maroon 5 (2012), «Shake It Off» и «Blank Space» Тейлор Свифт (2014) и «Can’t Feel My Face» The Weeknd (2015). Занимает третье место по количеству написанных песен, возглавлявших чарт, уступая только Полу Маккартни (32) и Джону Леннону (26). Кроме того, Мартин занимает второе место по числу спродюсированных песен (21), становившихся лидером чарта, уступая лишь Джорджу Мартину, достигшему цифру в 23 записи к моменту своей смерти.

## Самые успешные синглы
Здесь представлены самые продаваемые песни, написанные Максом Мартином, по данным MediaTraffic.de:
- «…Baby One More Time» для Бритни Спирс из альбома …Baby One More Time[4]
- «Shape of my heart» для Backstreet Boys из альбома Black & Blue
- «Oops!… I Did It Again» для Бритни Спирс из альбома Oops!… I Did It Again
- «If U Seek Amy» для Бритни Спирс из альбома Circus
- «I Want It That Way» для Backstreet Boys из альбома Millennium
- «Show Me the Meaning of Being Lonely» для Backstreet Boys из альбома Millennium.
- «That’s The Way It Is» (соавторы: Кристиан Лундин и Андреас Карлссон) для Селин Дион из альбома All the Way… A Decade of Song
- «Blank Space» для Тейлор Свифт из альбома 1989
- «Blinding Lights» для The Weeknd из альбома After Hours